# مرسدس مک‌کمبریج
شارلوت مرسدس اگنس مک‌کمبریج (انگلیسی: Carlotta Mercedes Agnes McCambridge؛ ۱۶ مارس ۱۹۱۶ – ۲ مارس ۲۰۰۴) یک هنرپیشه اهل ایالات متحده آمریکا بود.
اورسن ولز، به مک‌کمبریج لقب «بزرگ‌ترین بازیگر زن زنده رادیو در جهان» داد.

## گزیده فیلمشناسی

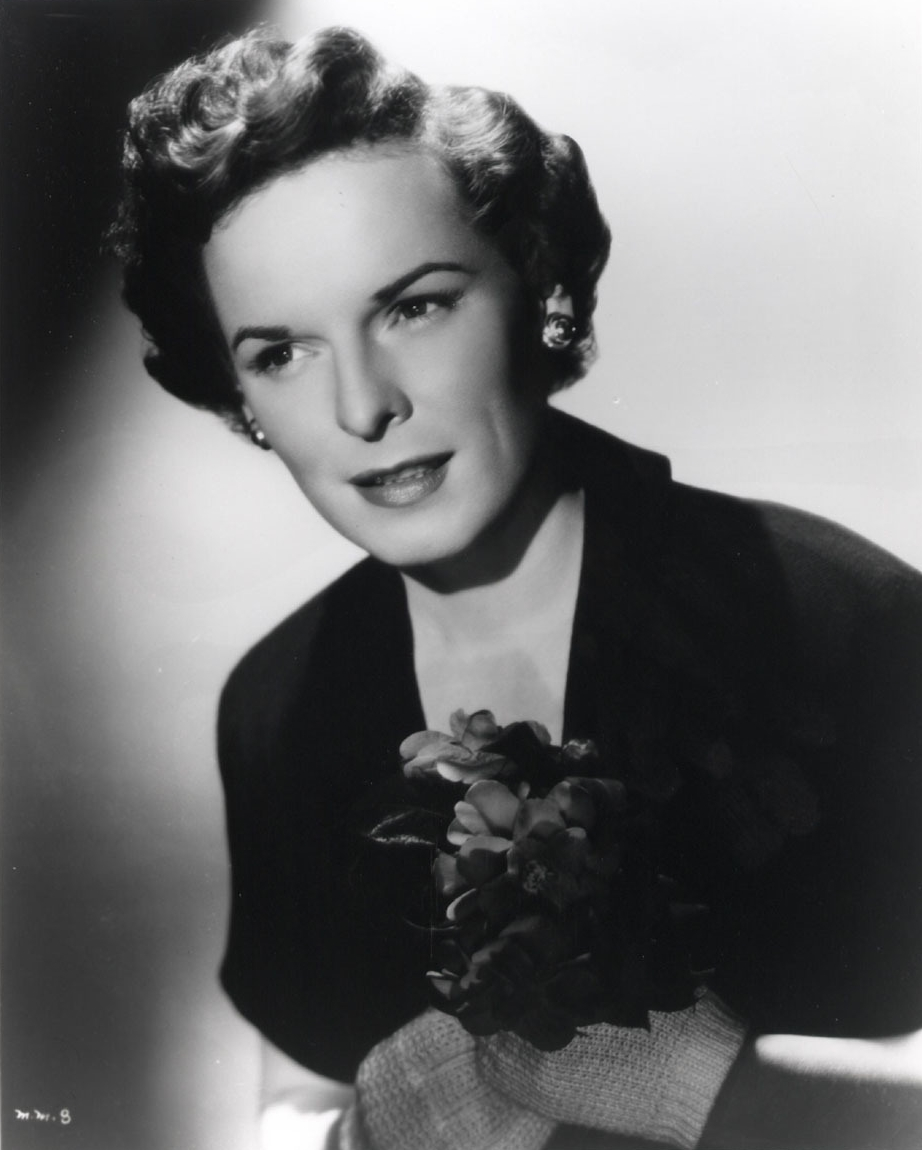

از فیلم‌ها یا برنامه‌های تلویزیونی که وی در آن نقش داشته است می‌توان به آثار زیر اشاره کرد.
- تمام مردان شاه (۱۹۴۹)
- شال (فیلم) (۱۹۵۱)
- جانی گیتار (۱۹۵۴)
- غول (۱۹۵۶)
- وداع با اسلحه (۱۹۵۷)
- نشانی از شر (۱۹۵۸)
- ناگهان تابستان گذشته (فیلم) (۱۹۵۹)
- بونانزا (۱۹۶۲)
- گمشده در فضا (مجموعه تلویزیونی ۱۹۶۵ تا ۱۹۶۸) (۱۹۶۶)
- افسونگر (مجموعه تلویزیونی) (۱۹۶۸)
- ۹۹ زن (۱۹۶۹)
- دود اسلحه (۱۹۷۱)
- جن‌گیر (صداپیشه) به جای لیندا بلر (۱۹۷۲)
- دزدی‌ها (فیلم ۱۹۷۷) (۱۹۷۷)
- فرشتگان چارلی (مجموعه تلویزیونی) (۱۹۷۸)
- کنکورد … فرودگاه ۷۹ (۱۹۷۹)
- سوی دیگر باد (۲۰۱۸)

## جوایز
وی برنده جوایزی همچون جایزه اسکار بهترین بازیگر نقش مکمل زن شده است.
- برنده بهترین بازیگر مکمل زن گلدن گلوب برای فیلم تمام مردان شاه - در سال ۱۹۴۹
- برنده ستاره جدید سال برای فیلم تمام مردان شاه- گلدن گلوب